# 酸化プラセオジム(III)
酸化プラセオジム(III)（プラセオジムや単に酸化プラセオジムとも）は、プラセオジムと酸素からなる化合物。化学式はPr2O3, 白色の六方晶を形成する。酸化マンガン(III)またはビックスバイト構造で結晶化する。

## 用途
ケイ素と組み合わせることで誘電体として使用できる。ジジミウムガラスと呼ばれるプラセオジムをドープしたガラスは黄色になり、赤外線を遮断するため溶接用のゴーグルに使用される。ガラスやセラミックスを黄色に着色するためにも使用される。セラミックスの着色には非常に濃い茶色で混合原子価の化合物である酸化プラセオジム(III,IV)(Pr6O11)も使用される。